# Ranunculus laxicaulis
Ranunculus laxicaulis är en ranunkelväxtart som först beskrevs av John Torrey och Gray, och fick sitt nu gällande namn av John Darby. Ranunculus laxicaulis ingår i släktet ranunkler, och familjen ranunkelväxter. Inga underarter finns listade i Catalogue of Life.